# 15e division de fusiliers de la Garde
Pour les articles homonymes, voir 15e division.
« 51e division de fusiliers motorisés de la Garde » redirige ici.  Pour la division dissoute en 1960, voir 51e division de fusiliers de la Garde.
La 15e division de fusiliers de la Garde (en russe : 15-я гвардейская стрелковая дивизия) est une unité d'infanterie de la Garde soviétique pendant la Seconde Guerre mondiale puis pendant la Guerre froide.
Elle est créée en 1942 à partir de la 136e division de fusiliers (ru). La division est renommée 15e division de fusiliers motorisés de la Garde en 1957 puis 51e division de fusiliers motorisés (en russe : 51-я гвардейская мотострелковая дивизия) en 1965. En 1992, elle devient une division ukrainienne, renommée 51e brigade mécanisée dissoute en 2014.

## Historique

### Seconde Guerre mondiale
La 15e division de fusiliers est créée le 16 février 1942 par renommage de la 1re formation de la 136e division de fusiliers. Ses unités sont renumérotées le 3 mars. La division a l'ordre de bataille suivant :
- 44e régiment de fusiliers de la Garde
- 47e régiment de fusiliers de la Garde
- 50e régiment de fusiliers de la Garde
- 43e régiment d'artillerie de la Garde
- 20e groupe (divizion) indépendant antichar de la Garde
- 27e groupe de mortier de la Garde (à partir du 20 octobre 1942)
- 18e batterie d'artillerie antiaérienne de la Garde (à partir du 1er mai 1943)
- 17e compagnie de reconnaissance de la Garde
- 11e bataillon de sapeurs de la Garde
- 25e bataillon indépendant de transmissions de la Garde
- 143e bataillon médico-sanitaire (renuméroté 16e)
- 19e compagnie indépendante de défense chimique de la Garde
- 339e compagnie automobile (transformée en 220e bataillon puis 55e compagnie)
- 213e boulangerie de campagne (renumérotée 4e)
- 451e infirmerie militaire divisionnaire (renumérotée 12e)
- 112e bureau de poste de campagne
- 368e bureau de campagne de la Gosbank.

La division hérite de l'ordre de Lénine gagné par la 136e division de fusiliers. Elle est décorée de l'ordre du Drapeau rouge le 27 mars 1942 en récompense des combats menés par la division, notamment dans le Donbass. Elle est décorée de l'ordre de Souvorov, 2e classe, le 26 février 1944, après la libération de Krivoï Rog. Elle est décorée de l'ordre de Koutouzov, 2e classe, le 19 février 1945, après notamment la prise des villes d'Opole, Rawicz et Żmigród. Le 28 mai 1945, elle est décorée une seconde fois de l'ordre du Drapeau rouge pour la traversée de la Neisse et les prises de Cottbus, Lübben, Zossen, Beelitz, Luckenwalde, Treuenbrietzen, Zahna, Marienfelde, Trebbin, Rangsdorf et Krummnußbaum.

### Guerre froide
Après 1945, la division fait partie du 34e corps de fusiliers de la Garde, subordonné à la 5e armée du Groupement central des forces armées soviétiques. La division et son corps rejoignent au printemps 1946 la 13e armée combinée stationnée dans le district militaire des Carpates et la 15e division s'installe alors à Chepetovka (puis à Vladimir-Volynski). En février 1947, la division est renforcée par le 170e régiment de chars (ex-170e brigade de chars (ru)). Le corps est dissout en 1956 et la division est directement subordonnée au commandement de la 13e armée,,.
Le 4 juin 1957, la 15e division de fusiliers de la Garde est transformée en 15e division de fusiliers motorisés de la Garde. Les régiments de fusiliers gardent leurs numéros mais sont transformés en régiments de fusiliers motorisés.
Le 11 janvier 1965, la division est renommée 51e division de fusiliers motorisés de la Garde. En mars 1967, elle reçoit le titre honorifique Перекопская (Perekopskaïa, de Perekop), rattaché à l'héritage de la première formation de la 51e division de fusiliers (ru) lors de la guerre civile russe.
Dans les années 1980, la division, toujours en garnison à Vladimir-Volynski, est constituée des unités suivantes :
- 44e régiment de fusiliers motorisés de la Garde,
- 47e régiment de fusiliers motorisés de la Garde,
- 50e régiment de fusiliers motorisés de la Garde,
- 170e régiment de chars,
- 43e régiment d'artillerie de la Garde,
- 59e régiment antiaérien,
- et divers groupes (divizion), bataillons et compagnies.

En 1992, la division rejoint les forces armées ukrainiennes et devient la 51e division mécanisée de la Garde.

## Commandants
Pendant la guerre, la division est commandée par les officiers suivants :
- 16 février - 1er août 1942 : colonel Pietr Kondratev
- 2 août - 8 septembre 1942 : colonel Andreï Ovsienko
- 9 septembre - 17 octobre 1942 : colonel Nikolaï Teleguine
- 18 octobre 1942 - 26 janvier 1944 : général-major Iemelian Vassilenko
- 27 janvier 1944 - fin de la guerre : général-major Pietr Tchirkov (colonel jusqu'au 19 mars 1944)